# Spiroplasma
Spiroplasma es un género de Mollicutes, un grupo de pequeñas bacterias sin paredes celulares. Spiroplasma comparte el metabolismo simple, el estilo de vida parásito, la morfología de las colonias con aspecto de huevo frito y el pequeño genoma de otros Mollicutes, pero presenta una morfología helicoidal distintiva, al contrario que Mycoplasma.  La mayoría de las especies de este género se encuentran bien en el intestino o la hemolinfa de los insectos o en el floema de las plantas. Las espiroplasmas son organismos de cultivo difícil pues requieren un medio de cultivo rico. Típicamente crecen bien a 30 °C, pero no a 37 °C. Unas pocas especies, entre las que destaca Spiroplasma mirum, crecen bien a 37 °C (la temperatura del cuerpo humano) y pueden causar cataratas y daños neurológicos. Las especies mejor estudiadas son Spiroplasma citri, el agente responsable de la enfermedad del naranjo (Stuborn), y Spiroplasma kunkelii, casante de la enfermedad del maíz (Stunt).
Ha habido controversia en el papel de las espiroplasmas en la etiología de la encefalopatía espongiforme transmisible, pero actualmente el modelo que responsabiliza a los priones es el más aceptado. Adicionalmente, se ha comprobado que las especies de Spiroplasma pueden matar a los machos de la mariposa Danaus chrysippus, dando lugar a intesantes  consecuencias de genética de poblaciones y la consiguiente especiación similar a los efectos causados por algunas cepas de Wolbachia (Jiggins et al. 2000).